# Trachypoma macracanthus
Trachypoma macracanthus – gatunek ryby z rodziny strzępielowatych, jedyny przedstawiciel rodzaju Trachypoma Günther, 1859.
Występowanie: południowo-zachodnia część Oceanu Spokojnego.

## Opis
Osiąga do 22 cm długości.